# ロルノキシカム
ロルノキシカム（Lornoxicam）はオキシカム系の非ステロイド性抗炎症薬（NSAID）の一つであり、鎮痛作用、消炎作用、解熱作用を持つ医薬品である。商品名ロルカム。経口投与で用いる。滑液に浸透し、炎症の原因であるプロスタグランジンの合成酵素であるシクロオキシゲナーゼを阻害する。

## 効能・効果
関節リウマチ、変形性関節症、腰痛症、頸肩腕症候群、肩関節周囲炎 に対する消炎・鎮痛について承認されている。
オーストリアではそのほか、手術後、坐骨神経痛等、多くの炎症性疾患に対して用いられる。

## 禁忌
下記の患者については禁忌である。
- 消化性潰瘍のある患者
- 重篤な血液の異常のある患者
- 重篤な肝障害のある患者
- 重篤な腎障害のある患者
- 重篤な心機能不全のある患者
- 重篤な高血圧症のある患者
- 製剤成分に対して過敏症のある患者
- アスピリン喘息（非ステロイド性消炎鎮痛剤等による喘息発作の誘発）またはその既往歴のある患者
- 妊娠末期の婦人

乳汁中に移行するので、授乳中の患者が服用する場合は授乳を中止する必要がある。

## 副作用
重大な副作用として、消化性潰瘍 、小腸・大腸潰瘍、ショック、アナフィラキシー様症状、血小板減少、皮膚粘膜眼症候群（スティーブンス・ジョンソン症候群）、急性腎不全、劇症肝炎、肝機能障害、黄疸が知られている（全て頻度不明）。
ロルノキシカムの副作用は他のNSAIDsと同様であり、嘔気、下痢、頭痛は緩やかであるとされる。

## 相互作用
NSAIDsとして典型的な相互作用をする。ワルファリン等のビタミンK阻害薬を併用すると、出血のリスクが増大する。シクロスポリンと併用すると腎臓の機能が低下し、稀に急性腎不全に至る。リチウム、メトトレキサート、ジゴキシンとその類縁物質の血中濃度を上昇させるので、副作用の危険が増加する。利尿薬、ACE阻害薬、アンジオテンシンII受容体拮抗薬の効果を減弱させるが、心不全のある患者等、特別な場合でなければ問題にならない。ピロキシカムやシメチジンと併用するとロルノキシカムの血中濃度が上昇するが、特別な合併症を引き起こす事はないと思われる。